# فيكي هيرن
فيكي هيرن (بالإنجليزية: Vicki Hearne)‏ (1946 - 2001)؛ شاعرة، صحفية، كاتِبة وروائية أمريكية.